# Ernst Albert

Ernst Albert um 1900

Porträt von Ernst Albert (1927) auf einer von Heinrich Eduard Linde-Walther handgezeichneten Postkarte. Die Karte ist ausschließlich mit dem für Albert typischen Zylinder sowie dem Zusatz Lübeck adressiert und wurde zugestellt.

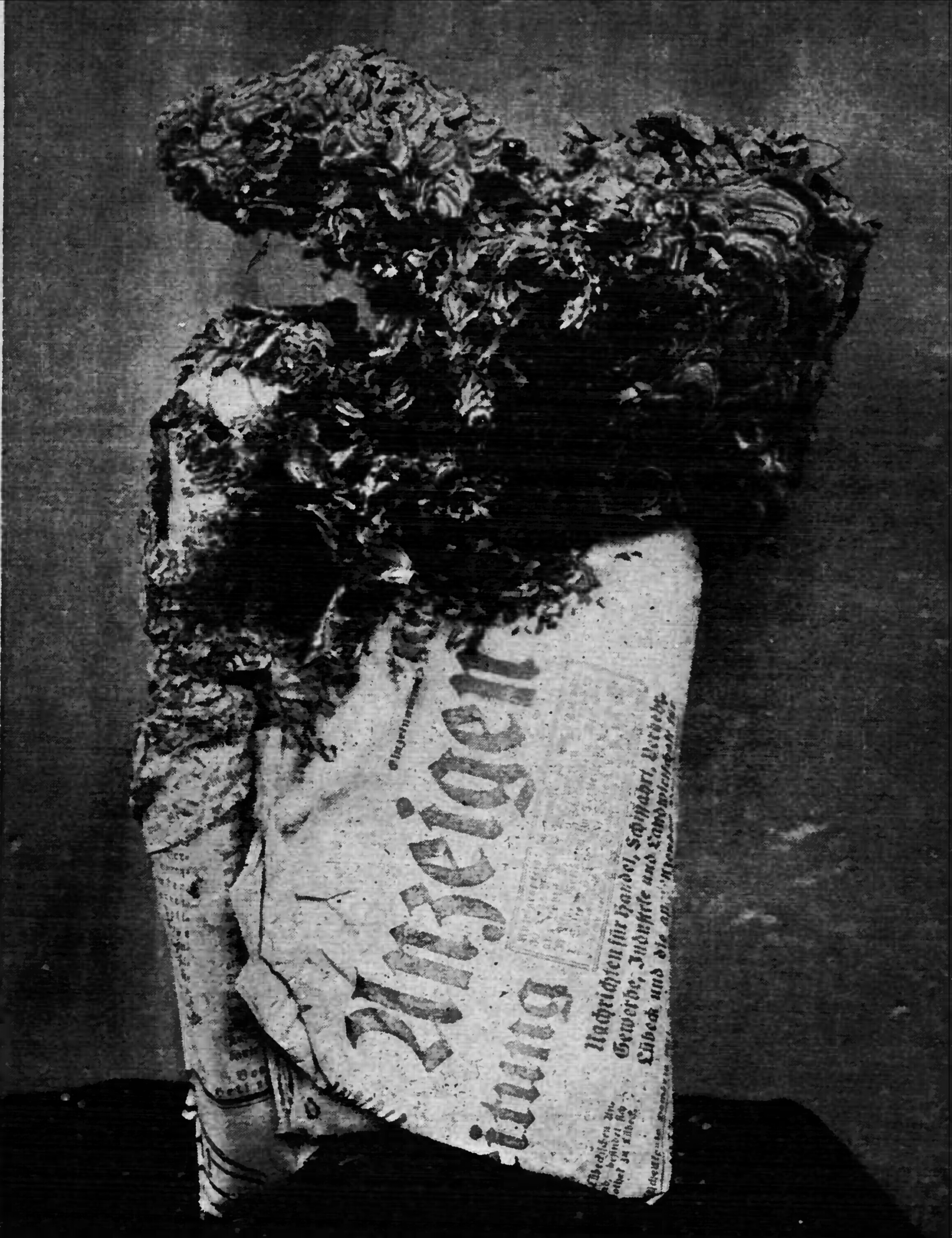
Das von ihm geschaffene Präparat eines Wespennestes in einer Zeitung (1933) des Museums am Dom

Ernst Albert (* 21. Mai 1859 in Cöthen; † 2. November 1936 in Lübeck) war ein deutscher Theaterschauspieler und Biologe.
Albert kam 1908 nach Lübeck, nachdem er über mehrere Jahre Teil des Ensembles des Herzoglichen Hoftheaters in Altenburg gewesen war und dort den Titel eines Hofschauspielers verliehen bekommen hatte. Von 1897 bis 1898 leitete er das erste Kieler Stadttheater.
In Lübeck wirkte er vor allem als Charakterkomiker am Stadttheater und war zugleich als Entomologe für das Naturhistorische Museum tätig. Zeitweilig leitete er zudem als Intendant das Hansa-Theater. Darüber hinaus trat er als Verfasser humoristischer Bücher und Bühnenstücke in Erscheinung.
Ernst Albert, über den zahlreiche Anekdoten existieren, war eines der Lübecker Stadtoriginale der 1920er Jahre. Bekannt war er als Zylindermann, da er fast immer einen Zylinder trug, in dessen Innerem er gerade gefangene Insekten auf einer Korkplatte aufgespießt bei sich führte. Der Zylinder war so typisch für ihn, dass er ihn gelegentlich auf die Straßenbahnschienen legte, um auf diese Weise den Straßenbahnfahrer zu bitten, einen Augenblick zu warten, während er noch in einem nahen Geschäft etwas kaufte. Der Kapitän Karl Ludwig Heidtmann (1914–1998) aus Berkenthin hatte als Junge erfahren, dass Ernst Albert in seinen Lehr- und Wanderjahren in eine arge Bredouille geraten sein soll und sich als Schornsteinfeger – verkappt mit Zylinder – aus dem Staub hat machen können. Er habe danach geschworen, bis ans Lebensende nur Zylinder zu tragen.
Der Theaterdirektor und Gelegenheitsdichter wanderte 1925 als Weihnachtsmann durch die Straßen der Stadt. Das Kaufhaus Karstadt hatte sich trotz der großen Geschäftigkeit, die in seinen Hallen in der Vorweihnachtszeit herrschte, ein Stückchen Idealismus bewahrt und eine größere Anzahl bedürftiger Kinder zu sich eingeladen. Aufgrund seiner Ausschreibung zur Einreichung von Weihnachtswünschen in Gedichtform hatte das Kaufhaus vielen jungen „Dichtern“ ein Geschenk als Anerkennung für ihren Fleiß übersandt. Bei der Weihnachtsfeier erschien auch der Kinderfreund Ernst Albert als Weihnachtsmann, um der herkömmlichen Figur Gestalt und Worte zu leihen, und ließ ihn auch mit eigenen Reimen zu Worte kommen:

«Es lachen die Kinderherzen / so glücklich himmelan! / Bald leuchten die Tannenkerzen, / Du lieber Weihnachtsmann. / Und weil wir artig gewesen / stecktest du die Rute beiseit‘ / hast unsere Zettel gelesen, / und bringst uns alles heut‘. / Trotz Schnee und Eis und Stürmen, / ein himmlisches Geläut‘ — / von Lübecks sieben Türmen — / Oh selige Weihnachtszeit!»

Obwohl Ernst Albert sich in Lübeck bewusst als operettenhafte Persönlichkeit in Szene setzte, galt er in Fachkreisen als anerkannter Insektenkundler, der unter anderem als erster das sporadische Vorkommen potentiell malariaübertragender Arten von Stechmücken in Norddeutschland dokumentierte.